# På ruinens brant
På ruinens brant: 30 år med Visfestivalen i Västervik är ett samlingsalbum med liveinspelningar från Visfestivalen i Västervik, vilket utgavs 1995.
Låtarna 1–2 inspelades 10 och 12 juli 1979 av HB LundaTon, tekniker Ronny Sjöstrand,  låtarna 3–16 den 6–12 juli 1985 av SRR, tekniker Bo Kristiansson, mixning och redigering Hansi Schwarz och Ronny Sjöstrand, låtarna 17–20 år 1990 av Sveriges Radio, Malmö (med mobil utrustning), tekniker Bo Kristiansson och Kjell-Åke Bernerson, producent Bengt Grafström. Skivnumret är Gazell GAFCD-1003. En annan utgåva av albumet medföljde som bilaga till boken På ruinens brant: 30 år med VisFestivalen i Västervik, Hansi Schwarz m.fl. (red.) Värnamo, 1995, ISBN 91-630-3345-3. 

## Låtlista
1. Midsommarvisa för Magdalena - Mats Paulson
2. Fyll mine sejl - Finn Kalvik
3. Karolina - Björn Afzelius
4. Trubbel - Monica Zetterlund
5. Det brinner i en soluppgång - Gösta Linderholm
6. Nativitetsschottis - Stefan Demert
7. Gräsänklingsblues - Mikael Ramel
8. Bosse Parnevik - Povel Ramel
9. Gunn från Dragarbrunn - Owe Thörnqvist
10. Följ med gå i led - Tommy Körberg
11. Krig - Monica Törnell
12. Marieke - Evabritt Strandberg
13. Flickan & kråkan - Mikael Wiehe
14. Om vi börjar natten tillsammans - Susanne Alfvengren
15. Stove - Åsa Jinder
16. Gubben Noach - Fred Åkerström
17. Nu blåser vi ut ljusen - Lasse Tennander
18. Vargaskogen - Lalla Hansson
19. Stjärnan & karriären - Lars Demian
20. Ta mig till havet - Peter Lundblad